# Staatsrat (Vereinigtes Königreich)
Im Vereinigten Königreich sind die Staatsräte (englisch Counsellors of State) ranghohe Mitglieder der britischen Königsfamilie, die Amtsgeschäfte des Monarchen durchführen können.

## Position und Aufgaben

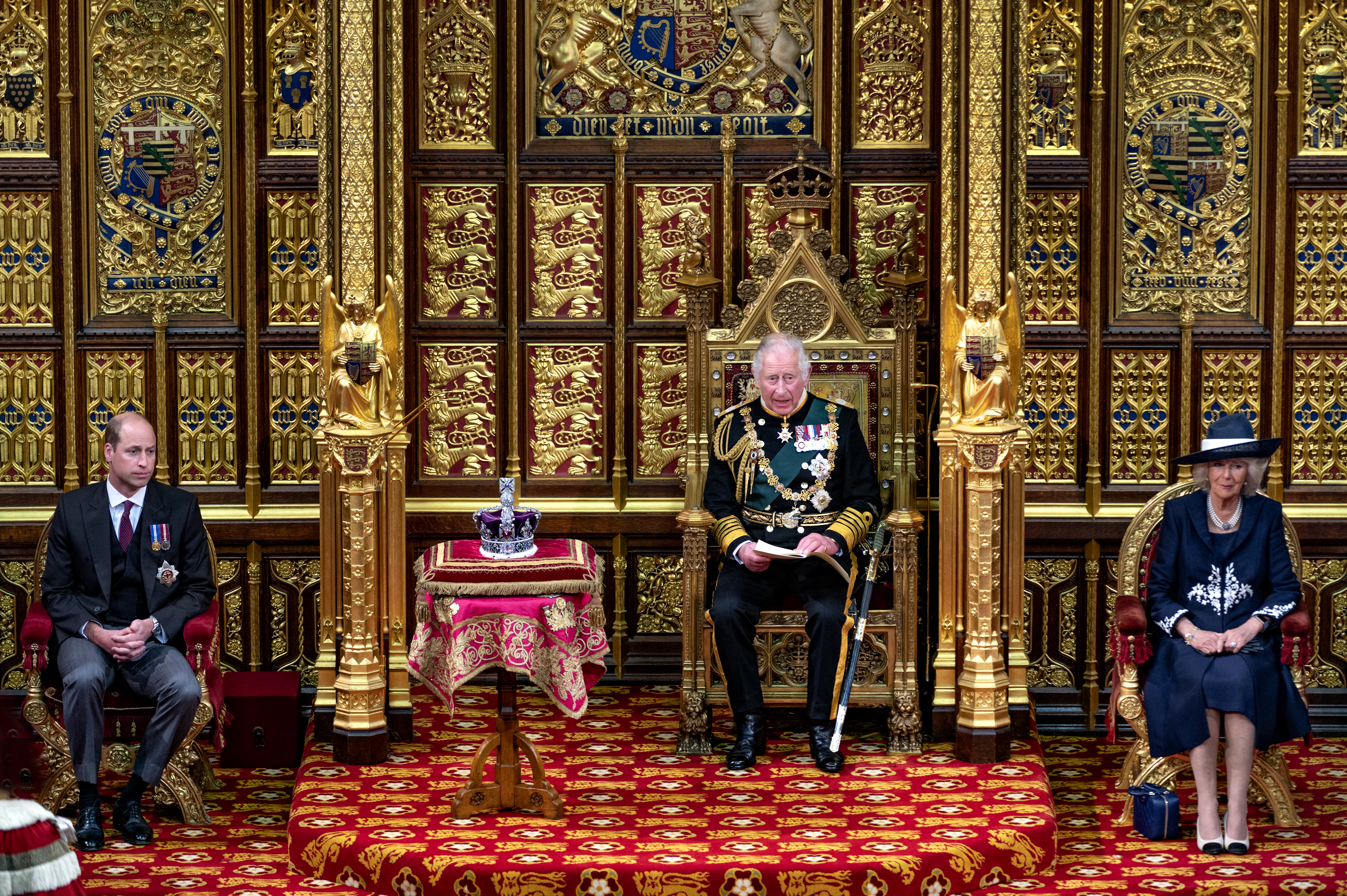
Eröffnung des Parlaments im Jahre 2022, in Vertretung der Königin, durch die beiden Staatsräte Prince Charles und Prince William

Der britische Monarch, zurzeit König Charles III., kann gewisse Amtsgeschäfte und Hoheitsrechte an die Staatsräte delegieren, wenn er im Ausland weilt oder anderweitig verhindert ist (wie zum Beispiel durch eine kurzfristige Krankheit). Zwei beliebige Staatsräte können den Sitzungen des Privy Council beiwohnen, staatliche Dokumente unterzeichnen oder die Empfehlungsschreiben neuer Botschafter entgegennehmen. Folgende Staatsgeschäfte sind aber dem König oder der Königin persönlich vorbehalten und können nicht von Staatsräten durchgeführt werden:
- Angelegenheit als Oberhaupt des Commonwealth of Nations
- Auflösung des Parlaments, außer die Staatsräte wurden mit dieser Aufgabe vom jeweiligen Monarchen explizit beauftragt
- Vergabe von Adelstiteln
- Ernennung des Premierministers des Vereinigten Königreichs

Die aktuellen Staatsräte sind Königin Camilla, William, Prince of Wales, Harry, Duke of Sussex, Andrew, Duke of York, Princess Beatrice, Anne, Princess Royal und Edward, Duke of Edinburgh. Der Duke of York sowie der Duke of Sussex nehmen allerdings keine offiziellen Termine der königlichen Familie mehr wahr. Prinz Harry gilt aufgrund seines Wohnsitzes in Frogmore Cottage noch als im Vereinigten Königreich ansässig.

## Geschichte
Die Position eines Staatsrates wurde mit dem Regency Act von 1937 geschaffen. Der Ehegatte des Monarchen und die ersten vier Personen in der Thronfolge, die die Bedingungen erfüllen, werden Staatsräte,. Diese lauten gleich wie für den Monarchen; sie müssen mindestens 21 Jahre (im Falle des Thronfolgers 18 Jahre) alt sein und britische Staatsbürger mit Wohnsitz im Vereinigten Königreich sein. Für Elizabeth Bowes-Lyon, die Königinmutter, wurde eine Ausnahme gemacht. Nach dem Regency Act von 1953 wurde ihr erlaubt, wieder Staatsrätin zu werden, obwohl sie weder in der Thronfolge stand noch die Ehegattin des aktuellen Monarchen war. Die Ernennung erfolgt vor Eintritt der Verhinderung durch ein Letters Patent des Monarchen.
Im September 2022 berichtete The Daily Telegraph, dass König Charles III. wolle, dass das Gesetz geändert werde, damit nur aktive Mitglieder der königlichen Familie als Staatsräte fungieren sollen. Dies hätte Familienmitgliedern, die keine offiziellen Funktionen ausüben, diese Funktion entzogen, während Ehegatten von hochrangigen Mitgliedern sowie Personen weiter hinten in der Thronfolge nachgerückt wären.
Im House of Lords wurde im Oktober 2022 von Stephen Benn, 3. Viscount Stansgate die Frage gestellt, ob es richtig sei, dass der Duke of York und der Duke of Sussex noch Staatsräte sind, obwohl sie sich aus der Öffentlichkeit zurückgezogen haben oder das Land verlassen haben. Später wurde berichtet, dass anstelle der Streichung der beiden vorgeschlagen wurde, den Kreis der Staatsräte zu erweitern. So wurden Prinzessin Anne und Prinz Edward vorgeschlagen, um dem König mehr Freiheit zu geben.
Es wurde erwartet, dass Änderungen des Regency Act rechtzeitig eingereicht werden, um die für 2023 geplanten Auslandsreisen von König Charles III., Königin Camilla, des Prince und der Princess of Wales zu ermöglichen. Am 14. November 2022 sandte der König eine Nachricht an beide Kammern des Parlaments, in der er offiziell um eine Gesetzesänderung bat, die es ermöglichen sollte, Prinzessin Anne und Prinz Edward in die Liste der Staatsräte aufzunehmen. Am nächsten Tag wurde dem Parlament ein entsprechender Gesetzentwurf vorgelegt, der am 6. Dezember die königliche Zustimmung erhielt und am 7. Dezember in Kraft trat.

## Liste der Staatsräte
Diese Liste zählt in chronologischer Reihenfolge alle Personen auf, die als Staatsräte gedient haben oder noch dienen.
| Zeitraum  | Zeitraum  | Ehepartner                | Mitglieder aufgrund der Thronfolge | Mitglieder aufgrund der Thronfolge    | Mitglieder aufgrund der Thronfolge | Mitglieder aufgrund der Thronfolge    | explizit durch Gesetz               | explizit durch Gesetz               | Änderungsgrund                                                              |
| --------- | --------- | ------------------------- | ---------------------------------- | ------------------------------------- | ---------------------------------- | ------------------------------------- | ----------------------------------- | ----------------------------------- | --------------------------------------------------------------------------- |
| 1937      | 1942      | Queen Elizabeth 1         | Henry, 1. Duke of Gloucester       | George, 1. Duke of Kent               | Mary, Countess of Harewood         | Alexandra Duff, 2. Duchess of Fife    | nicht vorhanden                     | nicht vorhanden                     | Verabschiedung des Regency Act 1937                                         |
| 1942      | 1944      | Queen Elizabeth 1         | Henry, 1. Duke of Gloucester       | Maud Duff, Countess of Southesk       | Mary, Countess of Harewood         | Alexandra Duff, 2. Duchess of Fife    | nicht vorhanden                     | nicht vorhanden                     | Tod von George Duke of Kent                                                 |
| 1944      | 1951      | Queen Elizabeth 1         | Henry, 1. Duke of Gloucester       | Prinzessin Elisabeth                  | Mary, Countess of Harewood         | George Lascelles, 7. Earl of Harewood | nicht vorhanden                     | nicht vorhanden                     | 21. Geburtstag von George Lascelles 18. Geburtstag von Prinzessin Elisabeth |
| 1951      | 1952      | Queen Elizabeth 1         | Henry, 1. Duke of Gloucester       | Prinzessin Elisabeth                  | Mary, Countess of Harewood         | Margaret, Countess of Snowdon         | nicht vorhanden                     | nicht vorhanden                     | 21. Geburtstag von Prinzessin Margaret                                      |
| 1952      | 1953      | Philip, Duke of Edinburgh | Henry, 1. Duke of Gloucester       | George Lascelles, 7. Earl of Harewood | Mary, Countess of Harewood         | Margaret, Countess of Snowdon         | nicht vorhanden                     | nicht vorhanden                     | Thronbesteigung von Queen Elisabeth                                         |
| 1953      | 1956      | Philip, Duke of Edinburgh | Henry, 1. Duke of Gloucester       | George Lascelles, 7. Earl of Harewood | Mary, Countess of Harewood         | Margaret, Countess of Snowdon         | Queen Elizabeth, The Queen Mother 1 | Queen Elizabeth, The Queen Mother 1 | Verabschiedung des Regency Act 1953                                         |
| 1956      | 1957      | Philip, Duke of Edinburgh | Henry, 1. Duke of Gloucester       | Edward, 2. Duke of Kent               | Mary, Countess of Harewood         | Margaret, Countess of Snowdon         | Queen Elizabeth, The Queen Mother 1 | Queen Elizabeth, The Queen Mother 1 | 21. Geburtstag von Edward of Kent                                           |
| 1957      | 1962      | Philip, Duke of Edinburgh | Henry, 1. Duke of Gloucester       | Edward, 2. Duke of Kent               | Alexandra, Lady Ogilvy             | Margaret, Countess of Snowdon         | Queen Elizabeth, The Queen Mother 1 | Queen Elizabeth, The Queen Mother 1 | 21. Geburtstag von Alexandra Ogilvy                                         |
| 1962      | 1965      | Philip, Duke of Edinburgh | Henry, 1. Duke of Gloucester       | Edward, 2. Duke of Kent               | William of Gloucester              | Margaret, Countess of Snowdon         | Queen Elizabeth, The Queen Mother 1 | Queen Elizabeth, The Queen Mother 1 | 21. Geburtstag von William of Gloucester                                    |
| 1965      | 1966      | Philip, Duke of Edinburgh | Henry, 1. Duke of Gloucester       | Richard of Gloucester                 | William of Gloucester              | Margaret, Countess of Snowdon         | Queen Elizabeth, The Queen Mother 1 | Queen Elizabeth, The Queen Mother 1 | 21. Geburtstag von Richard von Gloucester                                   |
| 1966      | 1971      | Philip, Duke of Edinburgh | Henry, 1. Duke of Gloucester       | Charles, Prince of Wales              | William of Gloucester              | Margaret, Countess of Snowdon         | Queen Elizabeth, The Queen Mother 1 | Queen Elizabeth, The Queen Mother 1 | 18. Geburtstag von Prince Charles                                           |
| 1971      | 1974      | Philip, Duke of Edinburgh | Henry, 1. Duke of Gloucester       | Charles, Prince of Wales              | Anne, Princess Royal               | Margaret, Countess of Snowdon         | Queen Elizabeth, The Queen Mother 1 | Queen Elizabeth, The Queen Mother 1 | 21. Geburtstag von Prinzessin Anne                                          |
| 1974      | 1981      | Philip, Duke of Edinburgh | Richard, 2. Duke of Gloucester     | Charles, Prince of Wales              | Anne, Princess Royal               | Margaret, Countess of Snowdon         | Queen Elizabeth, The Queen Mother 1 | Queen Elizabeth, The Queen Mother 1 | Tod von Henry, 1. Duke of Gloucester                                        |
| 1981      | 1985      | Philip, Duke of Edinburgh | Andrew, Duke of York               | Charles, Prince of Wales              | Anne, Princess Royal               | Margaret, Countess of Snowdon         | Queen Elizabeth, The Queen Mother 1 | Queen Elizabeth, The Queen Mother 1 | 21. Geburtstag von Prinz Andrew                                             |
| 1985      | 2002      | Philip, Duke of Edinburgh | Andrew, Duke of York               | Charles, Prince of Wales              | Anne, Princess Royal               | Edward, Duke of Edinburgh             | Queen Elizabeth, The Queen Mother 1 | Queen Elizabeth, The Queen Mother 1 | 21. Geburtstag von Prinz Edward                                             |
| 2002      | 2003      | Philip, Duke of Edinburgh | Andrew, Duke of York               | Charles, Prince of Wales              | Anne, Princess Royal               | Edward, Duke of Edinburgh             | nicht vorhanden                     | nicht vorhanden                     | Tod von Queen-Mum                                                           |
| 2003      | 2005      | Philip, Duke of Edinburgh | Andrew, Duke of York               | Charles, Prince of Wales              | William, Prince of Wales           | Edward, Duke of Edinburgh             | nicht vorhanden                     | nicht vorhanden                     | 21. Geburtstag von Prinz William                                            |
| 2005      | 2021      | Philip, Duke of Edinburgh | Andrew, Duke of York               | Charles, Prince of Wales              | William, Prince of Wales           | Harry, Duke of Sussex                 | nicht vorhanden                     | nicht vorhanden                     | 21. Geburtstag von Prinz Harry                                              |
| 2021      | 2022      | vakant                    | Andrew, Duke of York               | Charles, Prince of Wales              | William, Prince of Wales           | Harry, Duke of Sussex                 | nicht vorhanden                     | nicht vorhanden                     | Tod von Philip, Duke of Edinburgh                                           |
| 2022      | 2022      | Queen Camilla             | Andrew, Duke of York               | Beatrice, Mrs. Mapelli Mozzi          | William, Prince of Wales           | Harry, Duke of Sussex                 | nicht vorhanden                     | nicht vorhanden                     | Thronbesteigung von König Charles III.                                      |
| seit 2022 | seit 2022 | Queen Camilla             | Andrew, Duke of York               | Beatrice, Mrs. Mapelli Mozzi          | William, Prince of Wales           | Harry, Duke of Sussex                 | Edward, Duke of Edinburgh           | Anne, Princess Royal                | Verabschiedung des Counsellors of State Act 2022                            |

### Designierte Staatsräte
Erreicht eine Person der Thronfolge die Amtsfähigkeit für den Staatsrat, die vor der Stelle in der Thronfolge eines aktuellen Staatsrates steht, so scheidet die Person mit dem niedrigsten Rang in der Thronfolge automatisch aus. Folgende Kinder des Prince of Wales werden Staatsräte, unabhängig davon, wer zum Zeitpunkt ihrer Amtsfähigkeit den Thron innehat, da sie bereits heute vor der fünften Stelle in der Thronfolge stehen.
- George of Wales (ab 22. Juli 2034 bzw. 2031 falls er direkter Thronfolger sein sollte)
- Charlotte of Wales (ab 2. Mai 2036)
- Louis of Wales (ab 23. April 2039)

Sollte eines der Mitglieder aufgrund Thronfolge zuvor aus der Reihe der Staatsräte ausscheiden, würde Eugenie, Mrs. Brooksbank, Tochter von Prinz Andrew, nachrücken.

## Trivia
Sollte der Monarch langfristig amtsunfähig werden, was von drei Personen aus dem Personenkreis Royal Consort, Lordkanzler, Speaker des House of Commons, Lord Chief Justice of England and Wales und Master of the Rolls festgestellt werden muss, so wird die nächste amtsfähige Person in der Thronfolge zum Regenten mit allen Rechten und Pflichten des Monarchen, ohne dessen Titel zu führen. Der Regent scheidet damit als Staatsrat aus, kann sich aber selbst bei Verhinderung von zwei Staatsräten vertreten lassen. Letzter Prinzregent im Vereinigten Königreich war von 1811 bis 1820 der damalige Prince of Wales und spätere König Georg IV.